# Gaetano Bisleti
Gaetano Bisleti (Veroli, 20 de marzo de 1856-Grottaferrata, 30 de agosto de 1937) fue un cardenal de la Iglesia católica italiano. Doctor de Teología Sagrada responsable de la  Congregación para la Educación Católica (en latín: Congregatio de Studiorum Institutis) entre los años 1915 y 1937.

## Biografía
Natural de Veroli, localidad y comune italiana de la provincia de Frosinone, región de Lacio.
Tuvo como discípulo al futuro Cardenal Francis Joseph Spellman. Él fue quién caso a los que serían los últimos emperadores de Austria, Carlos I y Zita de Borbón-Parma. El Papa Pio X lo elevó al rango de cardenal en el consistorio celebrado el día 27 de noviembre de  1911.
Falleció en la abadía de Grottaferrata, provincia de Roma, en la zona de las colinas Albanas, que forma parte de los Castelli Romani. Esta enterrado en el Santuario mariano de L'Olivella en su ciudad natal.